# 單關節炎
單關節炎（英語：monoarthritis）是一次只有一個關節發炎的關節炎。常見的病因包括：外傷、感染或結晶性關節炎。關節炎發作時，若同時影響到五個或五個以上關節的則稱為多關節炎。

## 病因
造成單關節炎的病因可大致分為急性病因與慢性病因。急性病因包含感染、創傷、或結晶性關節炎等。慢性病因則大多導致多關節炎，但初始可能以單關節炎作表現。

### 敗血性關節炎
敗血性關節炎，又稱為感染性關節炎，是因病原體侵入關節導致的關節炎。症狀包括單一關節發紅、發熱、疼痛、伴有關節活動能力下降，進展通常很快。可能的病原體包括細菌、病毒、真菌、寄生蟲。初始治療通常包括靜脈注射或口服的抗生素治療，也可手術清理關節，或反覆關節抽吸及充分引流。

### 結晶性關節炎
結晶性關節炎肇因於固態化學物質沉積於關節當中，如痛風即為尿酸單鈉沉積引起、二水合焦磷酸鈣晶體沉積病（假性痛風）即為焦磷酸鈣沉積引起。

#### 痛風
痛風是由關節內沉積的尿酸引起的關節急性發炎，尿酸可能源於身體過度生產或／和排泄不足。更年期前，女性的發病率低於男性；但在這之後，兩性的發病率大約相同。痛風可引起單關節炎或多關節炎，但剛發病的前幾年，通常以單關節炎為主。

#### 假性痛風
由假性痛風（焦磷酸鈣沉積疾病，calcium pyrophosphate deposition disease, CPPD）引起的單關節炎發炎通常會持續數天至數週，且在所有發作中約半數會影響到膝關節。放射線攝影術或 X 光檢查時，可以發現軟骨鈣質沈積病（英語：chondrocalcinosis）。像痛風一樣，急性發作的誘因可能是自發性（無特定原因）、身體受傷或是代謝壓力。在假痛風急性發作之間，患者可能感覺正常，此外，約有 5％ 的患者會以多關節炎表現，臨床上很像類風濕性關節炎。

### 骨關節炎
骨關節炎是一種退化性疾病，常會影響膝關節和髖關節，是保護關節骨骼免於摩損的軟骨受損引起的病變。實際上，骨關節炎是一種多關節炎，但發病時常由一個關節開始，之後其他關節才發病，因此很像單關節炎。

### 乾癬性關節炎
乾癬患者中 5-10％ 會合併乾癬性關節炎。典型表現包括：遠端指間關節發炎（發炎的關炎可能會因此變形）、晨僵、指炎或趾炎，此外患者的乾癬常常會侵犯指甲，造成指甲病變。典型的乾癬，界限分明的紅色斑塊合併銀色皮屑，也可能出現在手背上。

## 診斷
面對單關節炎時，最重要的決策在於是否進行關節液抽吸（將細針插入發病的關節），抽取關節內的積液，並進行關節液的顯微鏡學分析。這決策主要受血液檢查中的發炎指數（如：C反應蛋白）、臨床上是否出現發燒或相關的表現。抽取的關節液，在敗血性關節炎可以檢測細菌和其中的中性粒細胞數量，在結晶性關節病變可以找到引起發炎的結晶。

## 治療
雖然，這些關節炎都可使用非類固醇類的消炎藥物減輕症狀，但各自的病因不同，最終根本治療的方式也不同。